# 周鶴洋
周 鶴洋（しゅう かくよう、ヂョウ ホーヤン、中国語：周鹤洋、拼音：Zhōu Héyáng、1976年6月18日 〜 ）は中国の囲碁棋士。河南省洛陽市出身、中国囲棋協会所属、九段。棋聖戦、テレビ囲碁アジア選手権戦優勝など。常昊らとともに「七小龍」の一人とされる。

## 経歴
8歳で碁を覚え、11歳で国家少年囲棋隊に入る。1988年入段。1992年、霜花杯全国青少年大会優勝、世界青少年囲碁選手権大会青年組優勝。1992、93年、全国囲棋個人戦3位。1996年に全国個人戦で優勝。日中スーパー囲碁では1999年に個人戦三番勝負で小林光一に勝利。2001年九段。2003年にテレビ囲碁アジア選手権戦で優勝。同年の名人戦では馬暁春を3-1で破って、馬の14連覇を阻む。
李昌鎬に比較的相性がよいが、2005年の春蘭杯決勝三番勝負では1-2で敗れた。2008年に春蘭杯ベスト4、応昌期杯ベスト16。2011年威孚房開杯棋王戦ベスト4。2012年リコー杯ベスト8。
甲級リーグでは2000年から2005年まで重慶の中心選手として毎年好成績を挙げ、2006年からは山東チームに所属し、09年には15勝7敗で勝数2位、2012年まで出場。中国棋士ランキングでは2000年に1位獲得。

### タイトル歴
国際棋戦
- テレビ囲碁アジア選手権戦 2003年
- 阿含・桐山杯日中決戦 2004年

国内棋戦
- 全国囲棋個人戦 1996、99年
- NEC杯囲棋戦 1999年
- 棋聖戦 2000年
- 阿含・桐山杯中国囲棋快棋公開戦 2000、04年
- 華山論道囲棋精鋭戦 2002、04年
- 名人戦 2003年
- CCTV杯中国囲棋電視快棋戦 2003年
- 西南王戦 2004年
- 倡棋杯中国プロ囲棋選手権戦 2006年
- 竜星戦 2006年

### その他の棋歴
国際棋戦
- 春蘭杯世界囲碁選手権戦 準優勝 2005年、ベスト4 2008年
- 世界囲碁選手権富士通杯 準優勝 2006年、4位 1997年、ベスト8 2007年
- LG杯世界棋王戦 ベスト4 2001年
- 三星火災杯世界オープン戦 ベスト4 2004年、ベスト16 2008年
- 応昌期杯世界プロ囲碁選手権戦 ベスト8 2004年、ベスト16 2008年
- テレビ囲碁アジア選手権戦 ベスト4 2003、09年
- 日中スーパー囲碁
  - 1993年 0-1（×加藤充志）
  - 1997年（俊英戦）2-1 楊嘉源
  - 1999年（優勝者戦）2-0 小林光一
- ロッテ杯中韓囲碁対抗戦
  - 1997年 2-0（○鄭壽鉉、○劉昌赫）
- 農心辛ラーメン杯世界囲碁最強戦
  - 2002年 0-1（×李昌鎬）
  - 2004年 0-1（×小林光一）
  - 2005年 2-1（○三村智保、○安達勲、×高尾紳路）
- CSK杯囲碁アジア対抗戦
  - 2004年 1-1（×山下敬吾、○王立誠、○李昌鎬）
  - 2006年 1-2（×潘善琪、○高尾紳路、×李昌鎬）

国内棋戦
- 日立杯/リコー杯中国プロ囲棋混双赛優勝 2001年（黎春華とペア）、07年（華学明とペア）
- 全国囲棋個人戦 2位 2001年、3位 1992-93年
- 中国囲棋天元戦 挑戦者 2008年
- 招商銀行杯中国囲棋電視快棋戦 準優勝 2009年
- リコー杯囲棋戦 準優勝 2009年
- 中華人民共和国全国体育大会 2002年男子個人戦2位
- 中国囲棋甲級リーグ戦
  - 2000年（重慶建設摩托）16-1
  - 2001年（重慶建設摩托）16-6
  - 2002年（重慶建設摩托）17-4
  - 2003年（重慶建設摩托）16-4
  - 2004年（重慶建設摩托）14-7
  - 2005年（重慶建設摩托）14-8
  - 2006年（山東中国網通）11-9
  - 2007年（山東中国網通）12-10
  - 2008年（山東網通）13-8
  - 2009年（山東聯通）15-7（勝数2位）
  - 2010年（山東齊魯晩報）12-8
  - 2011年（山東景芝酒業）9-12
  - 2012年（山東景芝酒業）4-13